# Шестая (приток Сивы)
Шестая — река в России, протекает в Большесосновском районе Пермского края. Длина реки составляет 22 км.
Начинается в берёзовом лесу между деревнями Песьянка, Пашур и урочищем Федюшкин Лес. Течёт в общем юго-западном направлении через лес, деревню Пикули, в низовьях — по открытой местности. Вблизи устья носит название Барановка. Устье реки находится в 94 км по левому берегу реки Сива.
Основные притоки — Муревская (лв), Полуденная (лв), Большой Ключ (лв), Жилища (лв), Сухой Лог (пр).

## Данные водного реестра
По данным государственного водного реестра России относится к Камскому бассейновому округу, водохозяйственный участок реки — Кама от Воткинского гидроузла до Нижнекамского гидроузла, без рек Буй (от истока до Кармановского гидроузла), Иж, Ик и Белая, речной подбассейн реки — бассейны притоков Камы до впадения Белой. Речной бассейн реки — Кама.
Код объекта в государственном водном реестре — 10010101412111100015472.